# Galeazzo Dondi
Galeazzo Dondi Dall'Orologio (Frattamaggiore, Nápoles, Italia, 19 de marzo de 1915 - Bolonia, Italia, 23 de octubre de 2004) fue un jugador de baloncesto y entrenador italiano. Fue medalla de plata con Italia en el Eurobasket de Letonia 1937. Ganó dos ligas italianas con el Virtus Bolonia.

## Palmarés
- Liga italiana: 2

Virtus Bolonia: 1945-1946, 1946-1947